# ژان-پیر گورین
ژان-پیر گورین (فرانسوی: Jean-Pierre Gorin‎؛ زادهٔ ۱۷ آوریل ۱۹۴۳) تهیه‌کننده، کارگردان، و استاد دانشگاه کالیفرنیا، سن دیگو اهل فرانسه است. وی از سال ۱۹۶۸ میلادی تاکنون مشغول فعالیت بوده‌ است. او برای نقشش در موج نوی فرانسه و همکاری با ژان-لوک گدار شناخته می‌شود. از همکاری گدار با گورین به عنوان دورهٔ «رادیکال» بودن او یاد می‌شود.
گورین شاگرد لوئی آلتوسر، میشل فوکو، و ژاک لاکان بوده‌است و پیش از ملاقات با گدارد در سال ۱۹۶۶ یک چپ‌گرای تندرو بود.